# Кужлев, Олег Борисович
Олег Борисович Кужлев (12 августа 1966, Красноярск, РСФСР, СССР) — советский и российский футболист, полузащитник, нападающий. Мастер спорта СССР.

## Биография
Начал играть в футбол в Красноярске. В 1980 году перешёл в ленинградский спортинтернат № 62 (тренер Горбунов Александр Иванович). В 1981 году на турнире спартаковских команд в Москве был признан лучшим полузащитником, и в 1982 году приглашён в «Спартак» к К. И. Бескову.
В 1983—1987 годах играл за юношеские сборные, дубль и основной состав московского «Спартака». В дальнейшем, понимая, что не проходит в основную команду, пытался играть в «Динамо» и «Локомотиве», в команде второго чехословацкого дивизиона «Жилина». Вернувшись в 1991 году, обнаружил, что «Спартак» отказывается дать ему обещанную квартиру, и в 1992 году ушёл из команды.
В 1992 году перешёл в тунисский «Этуаль дю Сахель», затем играл за ряд российских клубов низших лиг, мини-футбольный «Спартак».
В 1995-1996 два сезона провёл в китайском клубе «Шанхай Пудун».
Вернувшись в Россию, продолжил выступать за клубы второго и третьего дивизионов, а также мини-футбольные команды. В 2000 году провёл 5 матчей за белорусское «Динамо» Брест.
С 2003 по май 2007 года тренер СДЮШОР «Спартак» (Москва). Сын Олег также футболист, в 2008 году играл за клуб «Нара-ШБФР» Наро-Фоминск.